# Фалконера
Фалконе́ра (греч. Φαλκονέρα) — необитаемый скалистый остров осадочного происхождения, расположенный в Эгейском море вдали от крупных массивов суши и окружённый очень глубоким морем. Расположен на расстоянии примерно 25 морских миль к западу-северо-западу от Милоса и 42 морских миль к северо-востоку от мыса Малея на юго-восточной оконечности Пелопоннеса. Административно относится к общине Спеце в периферийной единице Острова в периферии Аттика.
Название происходит от итал. falconiere — «сокольничий». На острове обитает чеглок Элеоноры (Falco eleonorae).
На острове находится маяк для навигации судов, следующих по маршруту Пирей — Ираклион и Малея — Измир. 6 октября 1951 года у острова сел на мель и затонул пароход «Адриас» (Αδρίας) компании Epirotiki Lines, следовавший из бухты Суда в Пирей. Утонула одна женщина при попытке высадиться на остров. Остальные пассажиры и члены экипажа высадились на острове и 7 октября поднялись на борт спасательных кораблей и благополучно отправились в Пирей. 8 декабря 1966 года во время сильного шторма, в 6 морских милях от острова затонул паром «Ираклион» компании Typaldos Lines, следовавший из бухты Суда в Пирей. Контейнер-рефрижератор, гружённый апельсинами, выбил загрузочную дверь. Выжило 45 человек, найдено 25 тел. Погибло более 240 человек.
В античности акватория острова называлась Миртойским морем. Острова Миртойского моря: Фалконера, Велопула, Ананес и воды, окружающие острова Фалконера и Велопула, общей площадью 2114,93 га, из которых 86,77 % — морские воды, входят в экологическую сеть «Натура 2000». Это важное место для размножения морских птиц и видов, обитающих на прибрежных скалах. К видам, вызывающим озабоченность, относится чеглок Элеоноры (Falco eleonorae). Небольшая и изолированная гнездящаяся популяция хохлатого баклана (Phalacrocorax aristotelis desmarestii) рассредоточена вдоль скалистого побережья островков и добывает пищу в море.